# Панама (Оклахома)
Панама (англ. Panama) — місто (англ. town) в США, в окрузі Лефлор штату Оклахома. Населення — 1269 осіб (2020).

## Географія
Панама розташована за координатами 35°10′17″ пн. ш. 94°40′15″ зх. д. / 35.17139° пн. ш. 94.67083° зх. д. (35.171252, -94.670860).  За даними Бюро перепису населення США в 2010 році місто мало площу 4,13 км², з яких 4,10 км² — суходіл та 0,03 км² — водойми.

## Демографія
Згідно з переписом 2010 року, у місті мешкало 1413 осіб у 567 домогосподарствах у складі 370 родин. Густота населення становила 342 особи/км².  Було 662 помешкання (160/км²).
Расовий склад населення:
| - 78,3 % — білих - 13,1 % — корінних американців - 0,6 % — чорних або афроамериканців - 0,4 % — азіатів - 0,1 % — вихідців з тихоокеанських островів - 2,1 % — осіб інших рас |

До двох чи більше рас належало 5,5 %. Частка іспаномовних становила 4,5 % від усіх жителів.
За віковим діапазоном населення розподілялося таким чином: 25,9 % — особи молодші 18 років, 59,2 % — особи у віці 18—64 років, 14,9 % — особи у віці 65 років та старші. Медіана віку мешканця становила 37,8 року. На 100 осіб жіночої статі у місті припадало 94,4 чоловіків;  на 100 жінок у віці від 18 років та старших — 88,0 чоловіків також старших 18 років.
Середній дохід на одне домашнє господарство  становив 35 100 доларів США (медіана — 24 423), а середній дохід на одну сім'ю — 39 111 долар (медіана — 33 214). За межею бідності перебувало 34,3 % осіб, у тому числі 53,3 % дітей у віці до 18 років та 11,6 % осіб у віці 65 років та старших.
Цивільне працевлаштоване населення становило 424 особи. Основні галузі зайнятості: освіта, охорона здоров'я та соціальна допомога — 27,1 %, виробництво — 23,6 %, роздрібна торгівля — 11,6 %, сільське господарство, лісництво, риболовля — 7,1 %.